# Парсько (Великопольське воєводство)
Парсько (пол. Parsko) — село в Польщі, у гміні Сміґель Косцянського повіту Великопольського воєводства.
Населення — 128 осіб (2011).
У 1975-1998 роках село належало до Лешненського воєводства.

## Демографія
Демографічна структура станом на 31 березня 2011 року:
|          | Загалом | Допрацездатний вік | Працездатний вік | Постпрацездатний вік |
| -------- | ------- | ------------------ | ---------------- | -------------------- |
| Чоловіки | 63      | 15                 | 46               | 2                    |
| Жінки    | 65      | 13                 | 46               | 6                    |
| Разом    | 128     | 28                 | 92               | 8                    |